# Papa Giovanni VII
Giovanni VII (Rossano, 650 – Roma, 18 ottobre 707) è stato l'86º papa della Chiesa cattolica dal 1º marzo 705 fino alla sua morte.
Omonimo del predecessore Giovanni VI, era anch'egli di origine greca (di Rossano, da dove verrà un altro Giovanni greco, Giovanni XVI). Figlio di Platone e di Blatta, il padre era il principale funzionario addetto alla custodia del palazzo imperiale sul Colle Palatino. Giovanni VII, dunque, è il primo Papa figlio di un funzionario bizantino. Uomo eloquente, erudito e dotato di sensibilità artistica, compose un'epigrafe in versi in ricordo del padre e fece erigere un monumento commemorativo per i genitori con un'iscrizione toccante e molto umana.

## Biografia
Nonostante l'ascendenza bizantina, ebbe ottimi rapporti con i Longobardi; il re Ariberto II infatti arrivò a restituire alla Chiesa di Roma dei possedimenti terrieri di grande valore sulle Alpi Cozie incamerate dal re Rotari durante la conquista della costa ligure al tempo di Papa Giovanni IV.
Nel 705 l'imperatore Giustiniano II era riuscito a rioccupare il trono di Costantinopoli da cui era stato deposto dieci anni prima, e riprese i rapporti con il papa da dove erano stati interrotti, cercando cioè di ottenere il benestare pontificio ai decreti del "Concilio Quinisesto" del 692. Ma mentre a quell'epoca aveva usato le maniere forti con papa Sergio I (e gli avvenimenti che ne erano seguiti avevano portato alla sua deposizione) questa volta tentò un approccio più accomodante, chiedendo al papa di controfirmare solo le deliberazioni che riteneva valide e ortodosse. "Timido per umana fragilità", come lo definisce il Liber Pontificalis, Giovanni non ebbe coraggio di pronunciarsi, e rimandò il tutto a Costantinopoli, senza accettare né rifiutare alcunché.
Per un certo periodo sembra che Giovanni scelse di lasciare l'episcopio lateranense per trasferirsi nel Palazzo del Palatino, nella Domus Tiberiana da cui provengono bolli su laterizi con una croce introduttiva e il nome "Iohannes" in greco (nell'VIII secolo la produzione di laterizi, anche se molto contenuta, continuava ad essere gestita da un potere papale che aveva ormai anche prerogative imperiali). Tale trasferimento ebbe comunque un significato politico di grossa portata, perché il Palatino era un luogo in grado di offrire maggiore protezione sia nei confronti del duca bizantino che nel caso dell'arrivo dei Longobardi.
Il pontefice fece erigere a San Pietro una cappella (o oratorio) dedicata alla Veronica. Quest'immagine fu definita successivamente il vero volto di Cristo. Oltre a restaurare chiese, come ad esempio quella di Santa Maria Antiqua ai piedi del Palatino, Giovanni le adornò con mosaici e affreschi, alcuni dei quali includevano raffigurazioni della sua persona (è infatti il primo papa di cui si hanno raffigurazioni realizzate mentr'era in vita, e dunque attendibili). Fece anche erigere la "cappella della Vergine Maria", all'interno della Basilica di San Pietro, e curò il restauro del monastero di Subiaco, che era stato distrutto un secolo prima dai Longobardi.
Giovanni morì nella sua nuova residenza il 18 ottobre 707 all'età di 57 anni e fu sepolto in San Pietro, nella cappella da lui dedicata alla Vergine.